# كارلوس فرناندو غارسيا
كارلوس فرناندو غارسيا (بالإسبانية: Carlos Fernando García)‏ هو لاعب كرة قدم مكسيكي، ولد في 10 سبتمبر 1997.

## وصلات خارجية
- كارلوس فرناندو غارسيا على موقع Soccerway.com (الإنجليزية)